# Estado para la Gente
Estado para la Gente (en georgiano: სახელმწიფო ხალხისთვის) fue un partido político de centroderecha de Georgia fundado en 2016 por el cantante de ópera Paata Burchuladze. 

## Historia
El partido participó en las elecciones parlamentarias de Georgia de 2016 en el bloque Estado para la Gente (junto con Nueva Georgia y Nuevas Derechas), liderado por Paata Burchuladze, pero al obtener el 3,45% de los votos no pudo superar la barrera para entrar en el Parlamento. Después de que el Paata Burchuladze abandonara Georgia, Nika Machutadze fue nombrado el presidente del partido. Durante la campaña de las elecciones presidenciales de 2018, Estado para la Gente se unió a la coalición de oposición más grande, La fuerza está en la unidad.
En 2023, el partido interrumpió su cooperación con la coalición La fuerza está en la unidad después de respaldar a los candidatos del Sueño Georgiano para el Consejo Superior de Justicia de Georgia.Tras las protestas en Georgia de 2023 contra la ley de agentes extranjeros, la presidenta del país Salomé Zurabishvili promovió la Carta de Georgia, un plan para la próxima legislatura en con el objetivo de satisfacer las demandas de los manifestantes y acercar al país a la Unión Europea. Estado para la Gente, junto con otros partidos de la oposición al gobierno de Sueño Georgiano se adhirieron al estatuto el 4 de junio de 2024. El 16 de julio de 2024, el partido sirvió de plataforma para el registro de la formación Ajali de Nika Melia y Nika Gvaramia, de forma que esta formación pudiera recibir tiempo publicitario gratuito en televisión.

## Resultados electorales

### Elecciones parlamentarias
| Elección | Votos   | %     | Representantes | +/–   | Posición | Coalición                   | Candidato         |
| -------- | ------- | ----- | -------------- | ----- | -------- | --------------------------- | ----------------- |
| 2016     | 60.681  | 3,45  | 0/150          | Nuevo | 6.º      | Estado para la Gente        | Paata Burchuladze |
| 2020     | 523.127 | 27,18 | 3/150          | 3     | 2.º      | La fuerza está en la unidad | Nika Machutadze   |

### Elecciones locales
| Elección | Votos | %    | Representantes | +/–   | Coalición |
| -------- | ----- | ---- | -------------- | ----- | --------- |
| 2017     | 606   | 0,04 | 1/2043         | Nuevo |           |